# Мапсберг (Вирџинија)
Мапсберг (енгл. Mappsburg) насељено је место без административног статуса у америчкој савезној држави Вирџинија.

## Демографија
По попису из 2010. године број становника је 60.
| Група             | 2000.    | 2010.      |
| Белци             | 0 (0,0%) | 48 (80,0%) |
| Афроамериканци    | 0 (0,0%) | 11 (18,3%) |
| Азијати           | 0 (0,0%) | 0 (0,0%)   |
| Хиспаноамериканци | 0 (0,0%) | 0 (0,0%)   |
| Укупно            | 0        | 60         |